# جیمتاون (اورگن)
جیمتاون (به انگلیسی: Jimtown) یک منطقهٔ مسکونی در ایالات متحده آمریکا است که در شهرستان بیکر، اورگن واقع شده‌است. جیمتاون ۸۹۳٫۰۷ متر بالاتر از سطح دریا واقع شده‌است.